# ديسمبر
- السبت
- الأحد
- الاثنين
- الثلاثاء
- الأربعاء
- الخميس
- الجمعة

- 298 جمادى الآخرة 1447  هـ
- 309 جمادى الآخرة 1447  هـ
- 110 جمادى الآخرة 1447  هـ
- 211 جمادى الآخرة 1447  هـ
- 312 جمادى الآخرة 1447  هـ
- 413 جمادى الآخرة 1447  هـ
- 514 جمادى الآخرة 1447  هـ
- 615 جمادى الآخرة 1447  هـ
- 716 جمادى الآخرة 1447  هـ
- 817 جمادى الآخرة 1447  هـ
- 918 جمادى الآخرة 1447  هـ
- 1019 جمادى الآخرة 1447  هـ
- 1120 جمادى الآخرة 1447  هـ
- 1221 جمادى الآخرة 1447  هـ
- 1322 جمادى الآخرة 1447  هـ
- 1423 جمادى الآخرة 1447  هـ
- 1524 جمادى الآخرة 1447  هـ
- 1625 جمادى الآخرة 1447  هـ
- 1726 جمادى الآخرة 1447  هـ
- 1827 جمادى الآخرة 1447  هـ
- 1928 جمادى الآخرة 1447  هـ
- 2029 جمادى الآخرة 1447  هـ
- 211 رجب 1447  هـ
- 222 رجب 1447  هـ
- 233 رجب 1447  هـ
- 244 رجب 1447  هـ
- 255 رجب 1447  هـ
- 266 رجب 1447  هـ
- 277 رجب 1447  هـ
- 288 رجب 1447  هـ
- 299 رجب 1447  هـ
- 3010 رجب 1447  هـ
- 3111 رجب 1447  هـ
- 112 رجب 1447  هـ
- 213 رجب 1447  هـ

- يناير
- فبراير
- مارس
- أبريل
- مايو
- يونيو
- يوليو
- أغسطس
- سبتمبر
- أكتوبر
- نوفمبر
- ديسمبر

ديسمبر أو دِسَمْبَر (بالإنجليزية: December) (تكتب في المغرب: دجنبر، وفي موريتانيا: دجمبر) هو الشهر الثاني عشر والأخير في السنة الميلادية حسب التقويم الغريغوري، وواحد من سبعة أشهر في السنة يبلغ عدد أيامه 31 يوم. يستعمل لفظ «ديسمبر» في الخليج العربي وشمال إفريقيا باستثناء المملكة المغربية التي تستعمل كلمة «دجنبر». بينما يسمى "كانون الأول" في بلاد الشام والعراق، ويذهب الدكتور فريحة إلى القول بأنه مشتق من جذر سامي مشترك هو جذر «كن» ومعناه الأساس والثبوت والاستقرار لأن الناس ينقطعون فيه عن العمل و«يكنّون» في دورهم.
يبدأ الشهر بنفس اليوم من الأسبوع الذي يبدأ منه شهر سبتمبر، في حين ينتهي الأختلاف في 30 ديسمبر لان سبتمبر من 30 يوم.
يكون شهر ديسمبر شهر بارد جداً في نصف الكرة الشمالي، بحيث تشتد فيه الرياح وقد تهطل فيه الثلوج بغزارة ولهذا يسميه البعض «شهر البرودة» أو «شهر الثلوج».

## التاريخ وأصل التسمية
يعود مصدر الاسم إلى اللغة اللاتينية ومعناه: «الشهر العاشر» (من دِيسِيمْ decem: عشرة)، إذ كان في الأصل الشهر العاشر من السنة في التقويم الروماني الذي بدأ في مارس سنة. 750 ق. كان الرومان القدماء يعدّون شهور السنة ابتداء من شهر مارس، ولاحقا تم إضافة شهري يناير وفبراير إلى بداية التقويم الغريغوري. ينما ظل شهر «ديسمبر» محتفظا باسمه. وفي روما القديمة كان «ديسيمبر» واحدا من أربعة أشهر في السنة تقام فيه الاحتفالات الدينية حيث كان يتم الاحتفال بالإله «سول» إله الشمس في 11 ديسيمبر.

## ديسيمبر في علم الفلك
يحدث في شهر ديسمبر الانقلاب الشتوي في نصف الكرة الشمالي، وهو اليوم الذي فيه أقل عدد من ساعات النهار، والانقلاب الصيفي في نصف الكرة الجنوبي، وهو اليوم الأكثر في عدد ساعات النهار (باستثناء المناطق القطبية في كلتا الحالتين). شهر ديسمبر في نصف الكرة الشمالي هو المكافئ الموسمي لشهر يونيو في نصف الكرة الجنوبي والعكس صحيح. في نصف الكرة الشمالي يبدأ فصل بداية الشتاء فلكيا في 21 ديسمبر الذي هو تاريخ الانقلاب الشتوي.
زخات الشهب التي تحدث في شهر ديسيمبر هي:
- الأندروميديد (Andromedids) (من 25 سبتمبر - 6 ديسمبر، تبلغ ذروتها في 9 نوفمبر تقريبًا).
- كانس مينوريدز (Canis-Minorids) (من 4 ديسمبر - 15 ديسمبر، وتبلغ ذروتها في الفترة من 10 إلى 11 ديسمبر)،
- كوما بيرينيسدز (Coma Berenicids) (من 12 ديسيمبر - 23 ديسيمبر، تبلغ ذروتها في 16 ديسمبر تقريبًا).
- دلتا كانكرز (Delta Cancrids) (من 14 ديسمبر إلى 14 فبراير، تبلغ ذروتها في 17 يناير).
- جيمينيدز (Geminids) (من 13-14 ديسمبر).
- مونوسيروتدز (Monocerotids) (من 7 ديسمبر إلى 20 ديسمبر، تبلغ ذروتها في 9 ديسمبر. يمكن أن يبدأ في نوفمبر).
- فينيستدز (Phoenicids) (من 29 نوفمبر إلى 9 ديسمبر، تبلغ ذروتها في 5-6 ديسمبر).
- كوادرانتيدز (Quadrantids) (عادة ما يبدأ في يناير ولكن من يمكن أن يبدأ أيضًا في ديسمبر).
- سيجما هيدريدز (Sigma Hydrids) (من 4-15 ديسمبر).
- يورسيدز (Ursids) (من 17 ديسمبر إلى 25 ديسمبر، تبلغ ذروتها في 22 ديسمبر).